# Liên bang Bắc Đức
Liên bang Bắc Đức (tiếng Đức: Norddeutscher Bund), hình thành tháng 8 năm 1866 với tư cách là một liên minh quân sự của 22 bang miền bắc nước Đức với Vương quốc Phổ là bang đứng đầu. Tháng 7 năm 1867, nó chuyển thành một nhà nước liên bang. Liên bang này đã đưa ra một hiến pháp và đặt nền móng cho Đế chế Đức, sau này Đế chế Đức đã thông qua sử dụng phần lớn hiến pháp và lá cờ của liên bang. Thủ tướng nước Phổ là Otto von Bismarck đã thiết lập Liên bang Bắc Đức, có lẽ là một sự thỏa hiệp nhằm thống nhất nước Đức mà không có nước Áo.
Không giống như Liên bang Đức thời kỳ đầu, Liên bang Bắc Đức là một nhà nước thực sự. Lãnh thổ của nó bao gồm các phần của Liên bang Đức phía bắc sông Main (trừ Luxembourg), cộng với Hohenzollern-Sigmaringen và lãnh thổ phía đông của Phổ cũng như Công quốc Schleswig, nhưng ngoại trừ Áo, Bayern, Württemberg, Baden, Luxembourg, Limburg, Liechtenstein và những phần phía nam của Đại công quốc Hessen.
Liên bang này góp phần củng cố quyền kiểm soát của Phổ với miền bắc nước Đức và tạo ra quyền kiểm soát tương tự với miền nam nước Đức thông qua "Đồng minh Thuế quan Đức" (Zollverein) và các hiệp ước hòa bình.
Mặc dù chỉ tồn tại cho tới khi Đế chế Đức hình thành năm 1871, nhưng Liên bang Bắc Đức đã xây dựng nền tảng cho hiến pháp Đức thông qua năm đó. Hiến pháp này đã trao quyền lực lớn cho thủ tướng mới, Otto von Bismarck, người được bổ nhiệm bởi Chủ tịch của Hội đồng Liên bang (Bundesrat, Phổ). Hiến pháp buộc Thủ tướng phải chịu trách nhiệm Quốc hội (Reichstag). Điều này cho phép Thủ tướng giành được lợi từ việc trở thành cầu nối giữa hoàng đế và người dân. Sau cuộc khủng hoảng hiến pháp năm 1862, thủ tướng duy trì quyền lực về ngân sách quân đội. Bộ luật cũng cấm công chức trở thành thành viên của Quốc hội, những người đã trở thành phe đối lập của Bismarck trong thập niên 1860.
Liên bang hình thành sau khi nước Phổ đánh bại Áo và các bang còn lại của Liên bang Đức trong Chiến tranh Áo-Phổ năm 1866. Hiến pháp của Liên bang, được soạn thảo bởi Thủ tướng Otto von Bismarck, có hiệu lực từ ngày 1 tháng 7 năm 1867.
Nước Phổ trở nên hùng mạnh hơn cả. Sau chiến thắng của Vương quốc Phổ trước Đế chế thứ hai của Pháp và sau đó là Đệ tam Cộng hòa Pháp trong Chiến tranh Pháp-Phổ vào các năm 1870 - 1871, các xứ Bayern, Württemberg, và Baden (cùng với những phần đất của Đại công quốc Hessen) đã thống nhất với các bang của Liên bang để hình thành nên Đế chế Đức, với việc vua William I lấy Đế hiệu mới là Hoàng đế Đức (chứ không phải Hoàng đế của Đức vì không bao gồm Áo).

## Danh sách các bang trực thuộc
| Thành bang                               | Thành bang                                            | Thủ phủ         |
| ---------------------------------------- | ----------------------------------------------------- | --------------- |
| Vương quốc (Königreiche)                 |                                                       |                 |
|                                          | Phổ (Preußen)                                         | Berlin          |
|                                          | Sachsen                                               | Dresden         |
| Đại công quốc (Großherzogtümer)          |                                                       |                 |
|                                          | Hessen (chỉ có Thượng Hesse, phần phía bắc sông Main) | Darmstadt       |
|                                          | Mecklenburg-Schwerin                                  | Schwerin        |
|                                          | Mecklenburg-Strelitz                                  | Neustrelitz     |
|                                          | Oldenburg                                             | Oldenburg       |
|                                          | Sachsen-Weimar-Eisenach                               | Weimar          |
| Công quốc (Herzogtümer)                  |                                                       |                 |
|                                          | Anhalt                                                | Dessau          |
|                                          | Braunschweig                                          | Braunschweig    |
|                                          | Lauenburg (với vua Phổ làm Công tước)                 | Lauenburg       |
|                                          | Sachsen-Altenburg                                     | Altenburg       |
|                                          | Sachsen-Coburg und Gotha                              | Coburg và Gotha |
|                                          | Sachsen-Meiningen                                     | Meiningen       |
| Thân vương quốc (Fürstentümer)           |                                                       |                 |
|                                          | Lippe                                                 | Detmold         |
|                                          | Reuß jüngerer Linie                                   | Gera            |
|                                          | Reuß älterer Linie                                    | Greiz           |
|                                          | Schaumburg-Lippe                                      | Bückeburg       |
|                                          | Schwarzburg-Rudolstadt                                | Rudolstadt      |
|                                          | Schwarzburg-Sondershausen                             | Sondershausen   |
|                                          | Waldeck                                               | Arolsen         |
| Thành bang Tự do (Freie und Hansestädte) |                                                       |                 |
|                                          | Bremen                                                |                 |
|                                          | Hamburg                                               |                 |
|                                          | Lübeck                                                |                 |